# Зарница (яхта)
Зарница — яхта князя Михаила Александровича, принимавшая участие в Октябрьской революции 1917 года, впоследствии тральщик Балтийского флота.

## История
Построена в 1891 году по проекту инженера Уотсона на верфи Scotts Shipbuilding and Engineering Company (Гринок, Великобритания) под названием «Форос» для купца А. Г. Кузнецова.
В 1895 году приобретена герцогом Лейхтенбергским и переименована в «Станиту». В марте 1896 года приобретена великим князем Георгием Александровичем. 10 августа 1899 года приобретена великим князем Михаилом Александровичем.
21 мая 1915 года мобилизована и включена в состав Балтийского флота в качестве посыльного судна.
25 октября 1917 года яхта высадила десант, который принял участие во взятии и последующей охране Зимнего дворца. На самой яхте был размещен плавучий госпиталь, укомплектованный медиками Кронштадтского морского госпиталя и фельдшерской школы. Вечером того же дня на яхту перешел штаб кронштадтских морских частей, действовавших в Петрограде.
С января 1918 года включена в состав Учебного отряда флота Балтийского моря. В мае 1918 года принимала участие в эвакуации личного состава форта Ино.
Переоборудована в тральщик 9 апреля 1921 года и 21 апреля включена в 1-й дивизион тральной дивизии Морских сил Балтийского моря. Принимала участие в разминировании Финского залива. 12 июня того же года переименована в «Змей». На тральщике разместился штаб дивизии.
17 октября 1923 года переведена в состав посыльных судов. 6 ноября 1924 году вновь переведена в состав тральщиков. 20 октября 1927 года вместе с тральщиком «Клюз» участвовала в операции по поиску затонувшей английской подводной лодки L-55.
С 11 января 1935 года включён в состав Краснознамённого Балтийского флота.
В конце 1930-х годов входил в 5-й дивизион тихоходных тральщиков ОВРа.
Во время Великой Отечественной войны участвовал в обороне Рижского залива и Моонзундских островов.
24 июля 1941 года в составе конвоя вместе с тральщиком «Ударник» и двумя малыми охотниками вывел из Таллина к точке погружения у мыса Тахкуна подводные лодки Щ-307 и Щ-324.
25 июля 1941 года переименован в тральщик № 51.
30 июля 1941 года подорвалась на плавающей мине во время траления пролива Соэла-Вяйн (58°41.5’ с. ш., 22°27’ в. д.).

## Командиры
- 1927 — К. Л. Никандров (он же командир 1-го дивизиона)
- 04.1930-05.1930 — врид Племянников, Георгий Владимирович
- старший лейтенант Л. В. Белов